# Pan de elote
El pan de elote o pastel de elote es un platillo que se hace a partir de los granos de maíz en varios países de América. En Costa Rica también se le llama tamal de elote, en los Estados Unidos se encuentra el cornbread, en el Caribe existe el Johnny cake y en algunas cocinas de Suramérica se elaboran versiones similares pero saladas conocidas como pastel de choclo o chipa guazú.
Un pan de elote usualmente posee un tono amarillento en la masa y un sabor bastante natural y dulce. Suele ser un postre bastante sencillo de preparar y de consumo habitual.

## Historia
Al ser el continente americano el lugar de origen del maíz, producto ampliamente utilizado en las cocinas de sus pobladores nativos, este cultivo lógicamente sufrió un fuerte proceso de mezcla con la introducción de la repostería europea en la colonización española a partir del, se cree que estos fueron los factores principales sobre el comienzo del famoso panqué, aunque en verdad se desconoce o se sabe muy poco acerca de la historia de este platillo.

## Características
Suele ser de tonos amarillentos y, por las afueras, un poco más oscuro o del mismo tono de la masa, en algunos casos se le añade granos de elote picados o machacados, como también coco rallado en la parte superior. Todo esto tiene que estar muy bien cocido para darle ese toque dulce en la base de arriba. Es común encontrar en su interior granos de elote esparcidos por este, como también se sirve únicamente con la mezcla y sin ningún tipo de decoración o ingrediente. También puede llevar vainilla, o canela, o leche condensada (este último es un ingrediente básico para la elaboración de este postre).

## Variantes

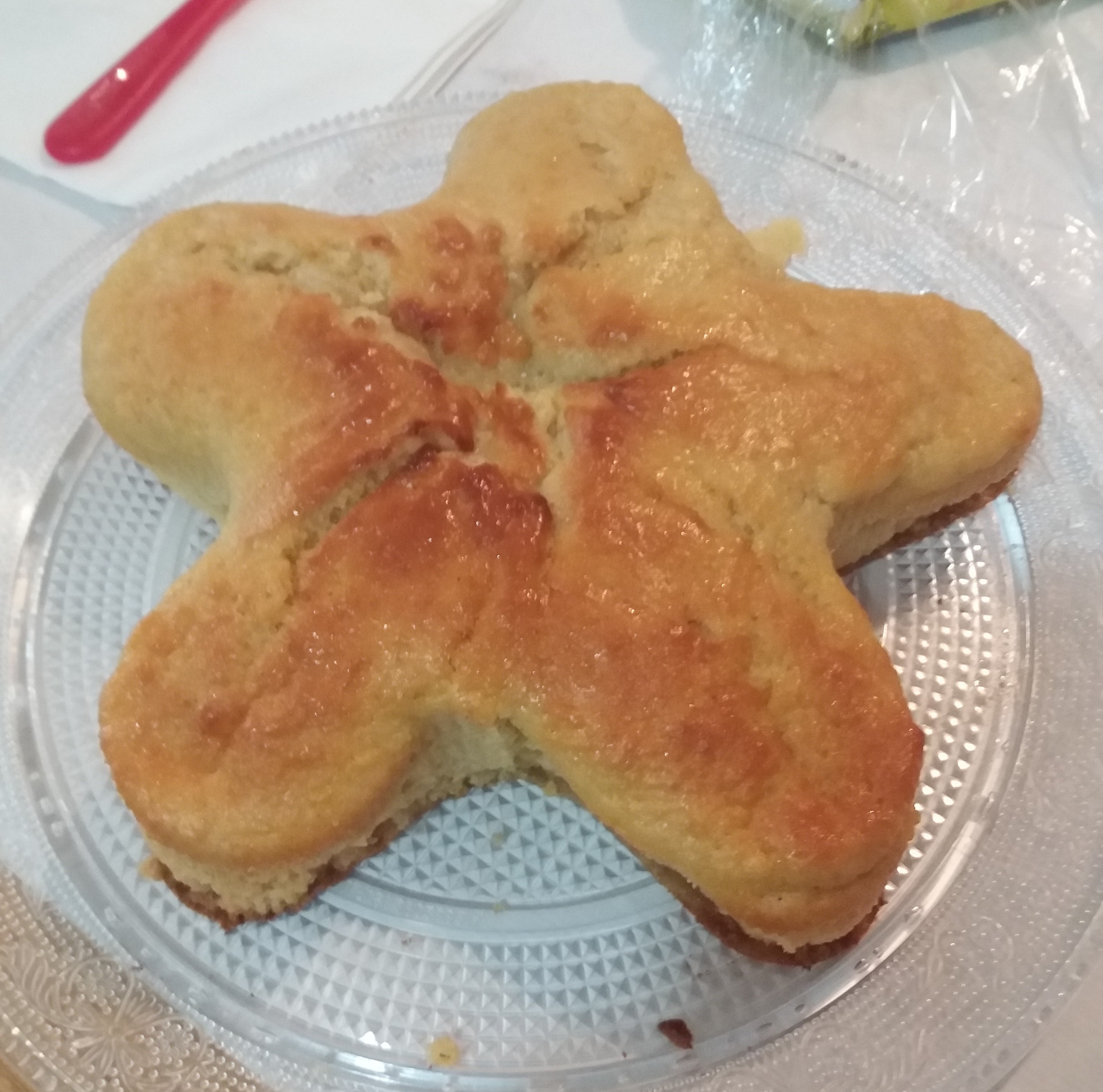
Torta de jojoto venezolana

Las variantes de este pastel son infinitas, puesto que puede servirse como un pastel, o como cupcake entre muchas más. Las recetas dependen principalmente de la región en dónde se encuentre, por ejemplo en México varia según los estados del país.
Entre otras variantes que podemos encontrar están las versiones veganas de este platillo, que a diferencia de la receta original no contienen huevo.